# Paese nizzardo

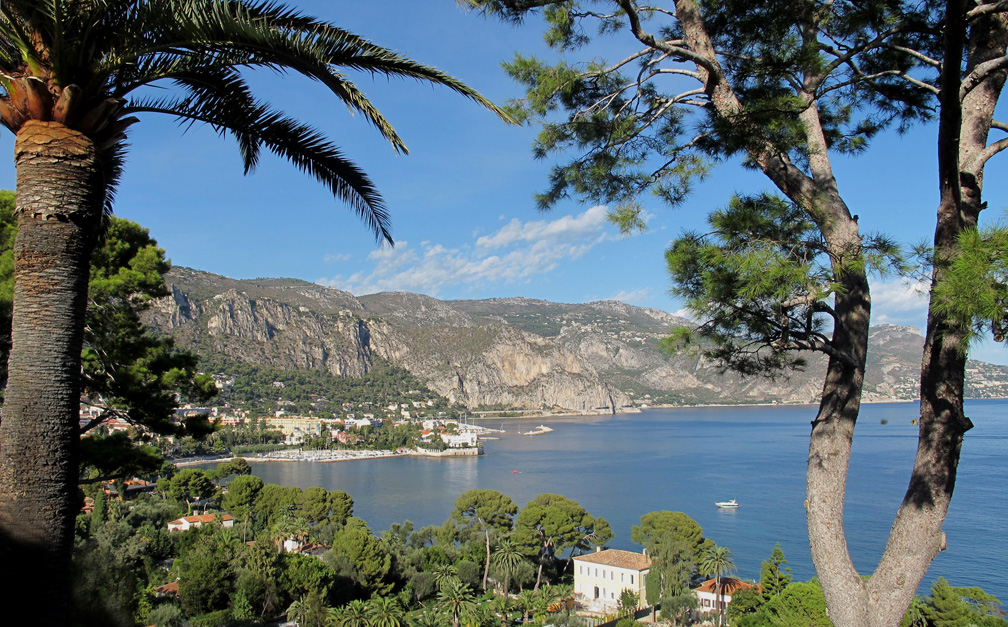
La Costa azzurra, tra Beaulieu-sur-Mer e Cap-d'Ail, vista da Saint-Jean-Cap-Ferrat

Il Paese nizzardo, o Paese di Nizza, (in nizzardo: Pais nissart o País niçard; in francese: Pays niçois) è una regione naturale della Francia, situata alla sua estremità sud-orientale. Nella sua accezione più ampia, è delimitato a nord dalle Alpi Marittime, a sud dal Mar Mediterraneo, a ovest dal fiume Varo, e a est dalla frontiera italiana.
Posseduto dai Conti di Provenza durante parte del Medioevo, dal 1388 al 1860 appartenne alla Casa Savoia (Contea di Savoia, Ducato di Savoia poi Regno di Sardegna) con un'interruzione francese tra il 1793 e il 1814. Inizialmente chiamato “nuove terre di Provenza ”dai sovrani di Savoia, nel 1526 questo territorio prese il nome di Contea di Nizza. Fu annesso alla Francia nel 1860 e da allora è stato la parte orientale del dipartimento delle Alpi Marittime, grosso modo corrispondente all'arrondissement di Nizza. Oggigiorno, la denominazione di Paese nizzardo è spesso usata per designare l'ex contea di Nizza, e per estensione l'intero dipartimento delle Alpi Marittime. Tuttavia, secondo la definizione del geografo Frédéric Zégierman, il paese di Nizza, vicino al mare, si distingue dai territori montuosi delle Prealpi di Nizza che sono il Mercantour e l'Alta valle del Varo. Il Paese mentonasco e la Val Roia sono in genere considerate parte del Paese nizzardo, sebbene siano linguisticamente e culturalmente distinte.
Pur appartenendo politicamente alla Francia, il Paese nizzardo è trattato da alcuni autori come parte della regione geografica italiana, considerando il bacino del fiume Varo come limite occidentale di tale regione.

## Storia geografica

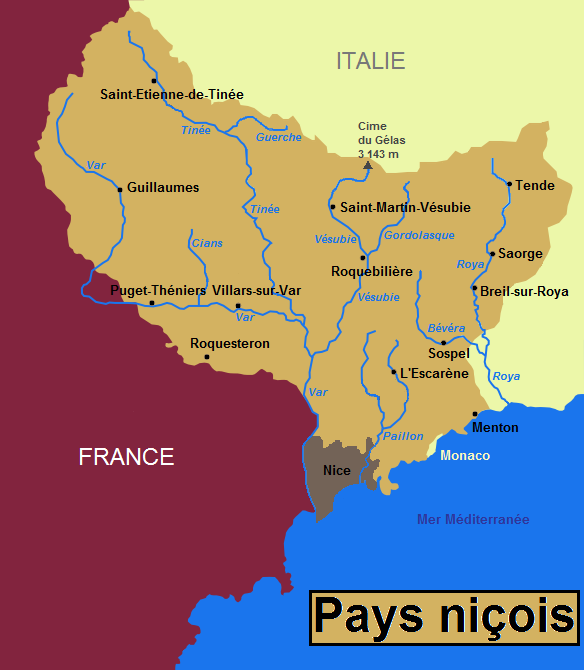
Il Paese nizzardo nella sua definizione più ampia, coincidente con la Contea di Nizza.

Autori antichi come Strabone e Plinio il Vecchio diedero una prima definizione dello spazio geografico del Paese nizzardo. Nizza si trovava allora in Liguria, la nona regione dell'Italia romana sotto l'imperatore Augusto, con il fiume Varo a ovest e il fiume Magra a est come confini naturali.
I cronisti medievali chiamarono poi questo territorio Provenza orientale, poi Balivato d'Oltre-Siagne, dal 1388 Nuove Terre di Provenza, per divenire infine Contea di Nizza nel 1526.
Diversi grandi umanisti italiani, tra cui Flavio Biondo e Agostino Giustiniani, coltivatori di studi storici, si interessarono alla storia e alla geografia del Paese nizzardo. Descrivendo la realtà delle regioni, essi si proponevano anche di ricostituire la dimensione e il passato storico di questi territori. Nel Rinascimento, ma anche nei secoli successivi, queste nozioni geografiche si imposero come fonte di riferimento pressoché essenziale per i più rinomati cartografi, incisori ed editori europei.
Nel 1665, l'editore di Amsterdam Johannes Blaeu fu uno dei primi a pubblicare nel suo Atlas Maior i confini della Contea di Nizza, situandola nella Liguria occidentale della penisola italiana.